# Stacionární bod

Stacionární (červené) a inflexní (modré) body funkce

Jako stacionární bod funkce {\displaystyle f:\mathbb {R} \rightarrow \mathbb {R} } se označuje každý bod {\displaystyle a} jejího definičního oboru, v němž je první derivace této funkce nulová, tzn. ve stacionárním bodě platí:
{\displaystyle f\,'(a)=0},
tj. v tomto bodě je tečna ke grafu funkce vodorovná s osou nezávisle proměnné. Stacionární bod může být lokální maximum, lokální minimum nebo inflexní bod.
Stacionární body jsou zkoumány při vyšetřování průběhu funkce.